# Me ne frego (singolo)
Me ne frego è un singolo del cantautore e rapper italiano Achille Lauro, pubblicato il 5 febbraio 2020 come primo estratto dalla riedizione del quinto album 1969 – Achille Idol Rebirth.

## Descrizione
Con il brano, scritto dallo stesso interprete con Tropico, Daniele Dezi, Daniele Mungai, Matteo Ciceroni ed Edoardo Manozzi, il cantante si è presentato al Festival di Sanremo 2020, segnando la sua seconda partecipazione alla kermesse dopo l'edizione del 2019. Il brano si è classificato all'8º posto nella kermesse.

## Video musicale
Il videoclip è stato pubblicato il 27 febbraio 2020 sul canale YouTube del cantante. Nel video sono presenti la ballerina Elena D'Amario e lo stesso Achille Lauro, che in una delle scene appare completamente nudo.

## Successo commerciale
In Italia il brano è stato l'88º più trasmesso dalle radio nel 2020.

## Classifiche

### Classifiche settimanali
| Classifica (2020) | Posizione massima |
| ----------------- | ----------------- |
| Italia            | 4                 |

### Classifiche di fine anno
| Classifica (2020) | Posizione |
| ----------------- | --------- |
| Italia            | 54        |